# Waiting for the Clouds
Waiting for the Clouds ist ein Film von Yeşim Ustaoğlu aus dem Jahr 2004. Der Film basiert auf dem Roman Tamama (1994) von Georgios Andreadis.

## Handlung
Im Jahre 1975 lebt die sechzigjährige Ayshe in einem türkischen Fischerdorf westlich von Trabzon, wo sie seit dem Tod ihrer älteren Schwester zunehmend vereinsamt. Der Nachbarsjunge Mehmet, zu dem sie ein großmütterliches Verhältnis entwickelt hat, sorgt sich um sie.
Als der fremde Thanasis im Dorf auftaucht, zieht sich Ayshe in einer Holzhütte in den Bergen zurück, zwischen den Wolken, und weigert sich, in das Dorf zurückzukehren. Dieses für alle unerklärliche Verhalten gerade im Vorfeld des freudigen Anlasses einer Hochzeit löst Gerüchte unter den Dorfbewohnern aus und zieht auch das Unverständnis Mehmets nach sich.
Niemand weiß um Ayshes seit fünf Jahrzehnten gehütetes Geheimnis: Vor ihrer Adoption war sie die Tochter orthodoxer pontischer Griechen, die in der Türkei lebten. Ihr Taufname war Eleni. Es quält sie ihr schlechtes Gewissen, weil sie als zehnjähriges Kind entschieden hatte, nicht ihrem Bruder zu folgen, der nach Griechenland deportiert wurde, sondern stattdessen in Sicherheit bei ihrer türkischen Adoptivfamilie zu bleiben.
Fünfzig Jahre nach der Trennung, nun willens, ihre eigenen Wurzeln zu erkunden und den verlorenen Bruder zu finden, reist sie nach Griechenland.

## Kritiken
- FIPRESCI Festival Report (Berlinale 2005): Mittels der Geschichte von Ayshe stellt der Film die Frage nach der eigenen Identität und die der jüngsten politischen Vergangenheit der Türkei. Yesim Ustaoglu stellt nicht die große Geschichte der Türkei in den Vordergrund, sie zieht es vor, den "kleinen" Geschichten zu folgen, persönliche Lebensgeschichten, von der großen Geschichte eingeschlossen. (Müge Turan, Berlin 2005)
- ARTE: Auch der neue Film der aus Kars an der Grenze zu Armenien stammenden Regisseurin widmet sich einem politisch heiklen Thema, der Zwangsumsiedlung der aus der Pontos-Region an der Südostküste des Schwarzen Meeres stammenden türkischen Griechen, von der vor, im und nach dem Ersten Weltkrieg Hunderttausende betroffen waren. "Waiting for the Clouds" aber ist ähnlich wie "Reise zur Sonne" kein aufwieglerischer, sondern ein versöhnlicher Film, der Licht in eines der vielen, von der Militärdiktatur tabuisierten Themen der jüngeren türkischen Geschichte bringen will. (Martin Rosefeldt, 11. Februar 2005)

## Auszeichnungen
- 23. Internationales Filmfestival Istanbul, Nationaler Wettbewerb, "Spezialpreis der Jury", Preis für die beste Schauspielerin
- Nationaler Kritikerpreis beim Filmfestival „Goldene Aprikose“ in Jerewan (Armenien)
- Sundance/NHK Filmmakers Award für das Beste Europäische Drehbuch 2003
- Film des Monats Dezember 2005 der Jury der Evangelischen Filmarbeit
- Filmpreis der Stadt Freistadt beim Heimatfilmfestival 2006